# دايهاتسو ميدجت

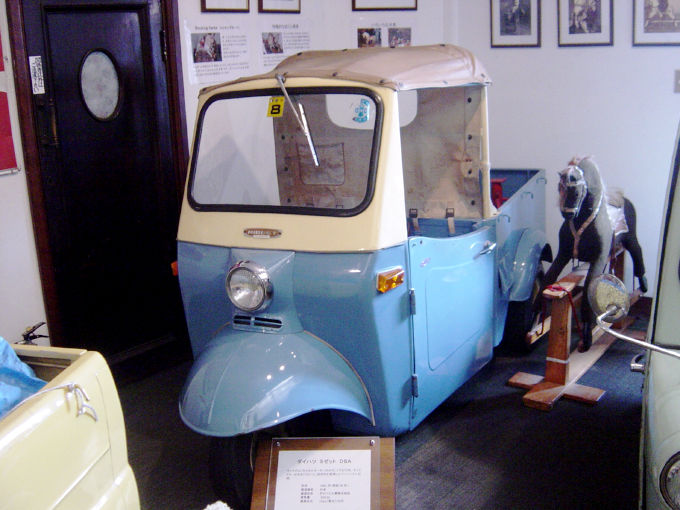
دايهاتسو ميدجت DA5

دايهاتسو ميدجت (بالإنجليزية: Daihatsu Midget) أو قزم دايهاتسو هي شاحنة صغيرة أحادية المقعد صُنعت بواسطة شركة تصنيع السيارات اليابانية دايهاتسو، وبالرغم من أن العديد من السيارات المختلفة قد حملت اسم Midget من قبل. إلا أن جميعها قد اشترك في التصميم النفعي للمقعد الأحادي، بسقفها المغلق أو نصف المغلق.

## ميدجت 1

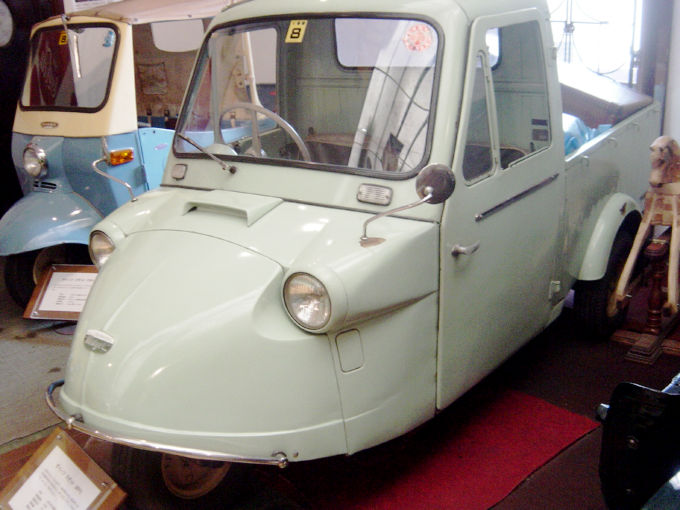
دايهاتسو ميدجت MP4

الميدجت الأصلية كانت تُصنع في الفترة من عام 1957 حتى 1972 ، وكانت مزودة بثلاثة عجلات، اثنان بالخلف والأخرى في الأمام . كما ظهرت منها نماذج أبكر وتلك كانت مزودة بمقود شبيه بمقود الدراجة النارية بدلاً من عجلة القيادة .
الميدجت 1 كانت تباع خارج اليابان أيضاً باسم Bajaj أو Tri-Mobile أو Bemo .

## ميدجت 2

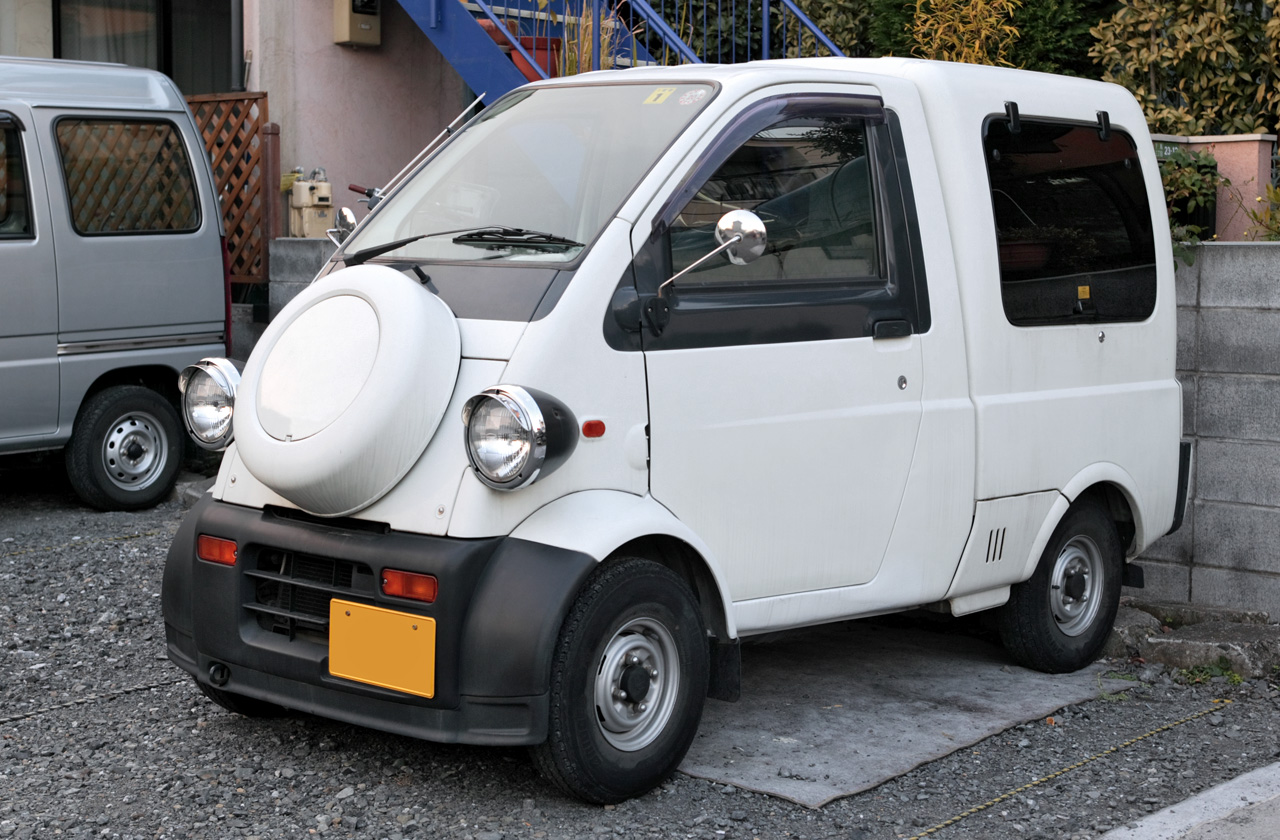
دايهاتسو ميدجت 2 كارجو

تم تقديم Midget II كفكرة عام 1993 في معرض Tokyo Motor Show ، في الفترة من عام 1996 إلى 2001 ، صنعت دايهاتسو عربة صغيرة Kei ذات أربع عجلات، ومثل سيارات Kei فقد زودت بمحرك سعته 660 سي سي، وهي متوفرة بمقعد واحد أو مقعدين ونقل أوتوماتيكي أو يدوي حسب الرغبة .

## وصلات خارجية
- نموذج لميدجت أصلية .
- متحف تويوتا وبه صورة لميدجت MP5 .
- سيارات Midget II للبيع في اليابان نسخة محفوظة 11 ديسمبر 2005 على موقع واي باك مشين. .